# Bob Beattie
Robert Prime Beattie, detto Bob (Manchester, 24 gennaio 1933 – Fruita, 1º aprile 2018), è stato un allenatore di sci alpino e commentatore televisivo statunitense.
Capo allenatore della nazionale di sci alpino degli Stati Uniti negli anni sessanta, fu tra i fondatori della Coppa del Mondo di sci alpino. In seguito, ebbe una lunga carriera da telecronista sportivo, commentando per ABC ed ESPN quattro edizioni dei Giochi olimpici invernali.

## Biografia
Nato nel New Hampshire, Beattie era figlio di Robert Archibald Beattie (1904-1975), responsabile del settore vendite in un'azienda che commerciava materiali per coperture edili, e Katherine Prime Simpson (1906-1995), una casalinga. Aveva un fratello minore di nome John. Dopo la scuola superiore, frequentò il Middlebury College nel Vermont, dove ebbe modo di praticare svariati sport tra cui tennis e sci. Conseguita una laurea in scienze dell'educazione, restò al Middlebury College come assistente allenatore.
Quando il coach di sci Bobo Sheehan lasciò l'incarico per andare ad allenare la nazionale in vista dei VII Giochi olimpici invernali, Beattie gli subentrò come capo allenatore ad interim. Assunto come capo allenatore dall'Università del Colorado - Boulder nel 1957, portò la squadra alla vittoria di tre titoli nazionali NCAA. Nel 1961 fu nominato allenatore della nazionale di sci alpino degli Stati Uniti. Contemporaneamente, continuò ad allenare il team universitario fino al 1965.
Bob Beattie ebbe fama di allenatore estremamente esigente e severo. In occasione delle Olimpiadi invernali del 1964, due dei suoi atleti salirono sul podio nella gara di slalom speciale: Billy Kidd conquistò l'argento e Jimmy Heuga il bronzo. Furono le prime medaglie olimpiche nella storia dello sci maschile statunitense.
Alle Olimpiadi del 1968 nessun atleta statunitense ottenne medaglie. Il coach Beattie venne criticato per i risultati e rassegnò le proprie dimissioni nell'aprile successivo.
Nel 1966, insieme ad altri tecnici ed esperti, Beattie aveva fondato la Coppa del Mondo di sci alpino, che divenne poi una delle rassegne sportive più importanti del settore sciistico internazionale.
Dopo aver lasciato la guida della nazionale, Bob Beattie venne assunto dall'emittente televisiva ABC come commentatore sportivo. Nelle telecronache delle gare di sci, venne spesso affiancato da Frank Gifford. Seguì quattro edizioni delle Olimpiadi invernali e si occupò anche di commentare le partite di pallavolo alle Olimpiadi estive del 1984. Oltre alla rassegna olimpica, fu telecronista anche per gare di sport invernali e non invernali per la ABC e per ESPN.
Nel 1984 venne inserito nella National Ski Hall of Fame. Nel 1997 fu insignito del premio giornalistico assegnato dalla FIS.
Dal primo matrimonio con Ann Dwinnell ebbe due figli, Zeno e Susan. Dal 1971 al 1973 fu sposato con la sciatrice Kiki Cutter. Il terzo matrimonio fu con la commerciante Cheryl Britton. Infine, sposò Marci Rose Cohen, con la quale restò legato fino alla morte.
Bob Beattie morì nel Colorado dopo una lunga malattia, all'età di ottantacinque anni.

## Opere
- Bob Beattie's Learn to Ski, New York, Bantam Books, 1967, ISBN 978-0213176358.
- My Ten Secrets of Skiing, New York, Viking Press, 1968, ISBN 0213176351.